# DUSP6
La proteína fosfatasa dual específica 6 (DUSP6) es una enzima codificada en humanos por el gen dusp6.

## Función
La proteína DUSP6 pertenece a la subfamilia de las fosfatasas duales específicas. Estas fosfatasas inactivan a sus quinasas diana mediante la defosforilación tanto de su residuo de fosfoserina/treonina como de su residuo de fosfotirosina. Regulan negativamente a los miembros de la superfamilia de las MAPK (MAPK/ERK, SAPK/JNK, p38), que están asociados con proliferación celular y diferenciación celular. Diversos miembros de esta familia de fosfatasas duales específicas muestran distintas especificidades de sustrato para las MAPKs, distinta destribución tisular y localización subcelular, y diferentes modos de inducibilidad de su expresión por estímulos extracelulares. DUSP6 presenta la capacidad de inactivar a la MAPK1 y es expresada en diversos tejidos, alcanzando los mayores niveles de expresión en corazón y páncreas. Se han descrito dos variantes transcripcionales que codifican diferentes isoformas de la proteína.

## Interacciones
La proteína DUSP6 ha demostrado ser capaz de interaccionar con:
- MAPK3[4]